# Fengyun

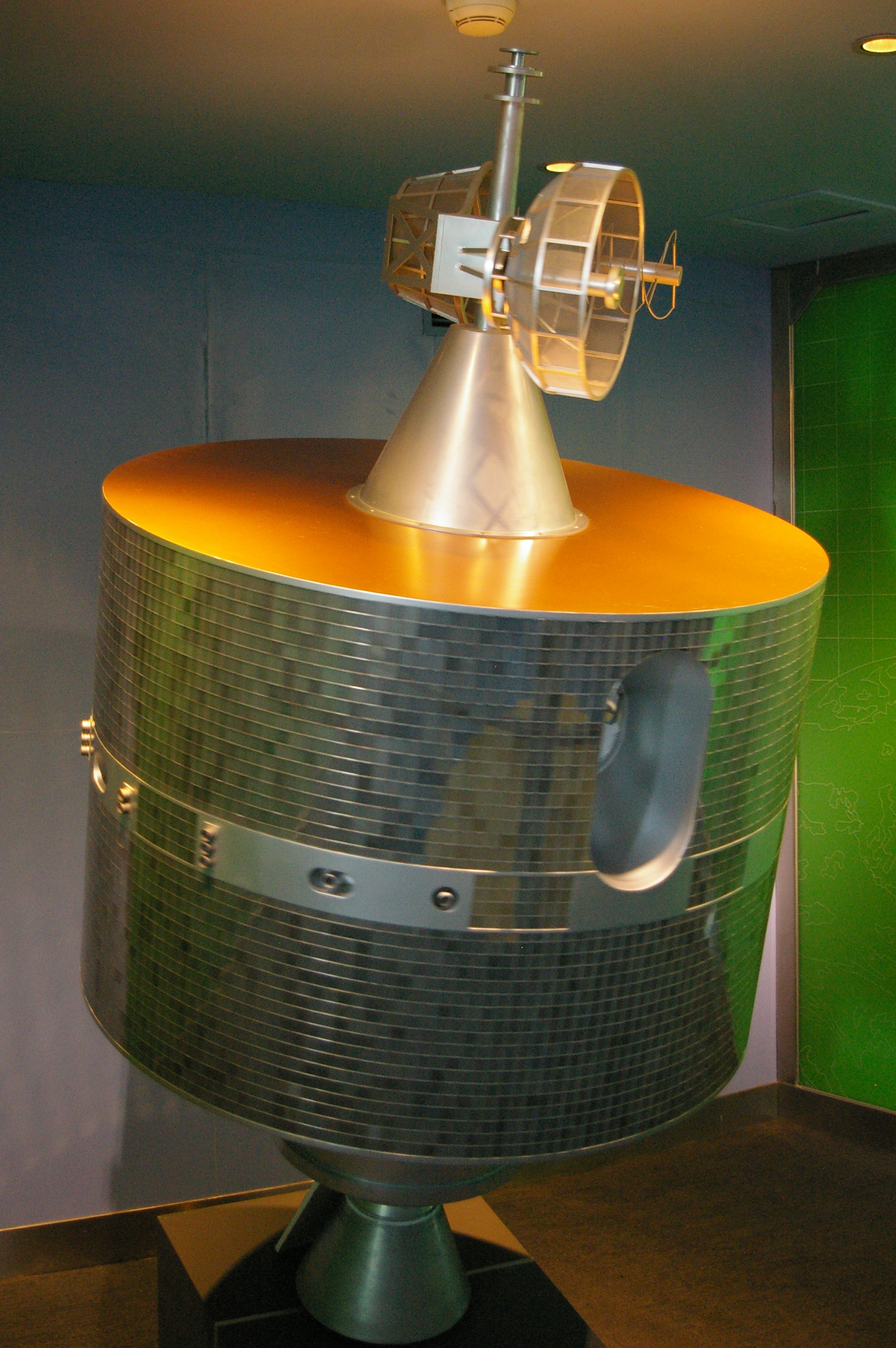
Modelo de um satélite Fengyun-2

Fēngyún (em chinês:  風雲 - nuvem de vento), ou simplesmente FY é a denominação de uma série de satélites meteorológicos chineses.
A China lança esses satélites meteorológicos tanto em órbitas polares e órbitas geossíncronas desde 1988. Em 11 de Janeiro de 2007 a China destruiu um desses satélites (FY-1C) num teste de míssil antissatélite.
Os satélites da série FY-1 são de órbita polar heliossíncrona. Os satélites da série FY-2 são de órbita geossíncrona.
De acordo com a NASA, a destruição intencional do satélite FY-1C criou 2.841 pedaços de escombros de alta velocidade. Uma quantidade considerável e perigosa de lixo espacial, maior que qualquer outra missão espacial da história.

## Histórico dos satélites
| Data de lançamento | Satélite | Veículo | Órbita      | Em uso            | resolução  | altura     | diâmetro   |
| ------------------ | -------- | ------- | ----------- | ----------------- | ---------- | ---------- | ---------- |
| 07/09/1988         | FY-1A    | LM-4A   | SSO         | Não               | 1.08 km    | 1.2 metros | 1.4 metros |
| 03/09/1990         | FY-1B    | LM-4A   | SSO         | Não               | 1.08 km    | 1.8 metros | 1.4 metros |
| 10/06/1997         | FY-2A    | CZ-3    | GEO 105°E   | Não               | 1.25 km    | 4.5 metros | 2.1 metros |
| 10/05/1999         | FY-1C    | LM-4B   | SSO         | destruido em 2007 |            |            |            |
| 25/06/2000         | FY-2B    | LM-3    | GEO 105°E   | Não               | 1.25 km    | 4.5 metros | 2.1 metros |
| 15/05/2002         | FY-1D    | LM-4B   | SSO         | Sim               | 1.08 km    | 1.8 metros | 1.4 metros |
| 19/10/2004         | FY-2C    | LM-3A   | GEO 105°E   | Não               | 1.25 km    | 4.5 metros | 2.1 metros |
| 08/12/2006         | FY-2D    | LM-3A   | GEO 86.5°E  | Sim               | 1.25 km    | 4.5 metros | 2.1 metros |
| 27/05/2008         | FY-3A    | LM-4C   | SSO         | Sim               | 250 metros | 4 m x 2 m  | 2 metros   |
| 23/12/2008         | FY-2E    | LM-3A   | GEO 105°E   | Sim               | 1.25 km    | 4.5 metros | 2.1 metros |
| 13/01/2012         | FY-2F    | LM-3A   | GEO 86,5°E  | Sim               | 1.25 km    | 4.5 metros | 2.1 metros |
| 13/01/2012         | FY-2F    | CZ-3A   | GEO 112.5°E | Sim               |            |            |            |
| 23/09/2013         | FY-3C    | CZ-4C   | SSO         | Sim               | 250 metros | 4.4 metros | 2 metros   |
| 12/31/2014         | FY-2G    | CZ-3A   | GEO 105°E   | Sim               |            |            |            |
| 12/10/2016         | FY-4A    | CZ-3B   | GEO 86.5°E  | Sim               |            |            |            |
| 11/14/2017         | FY-3D    | CZ-4C   | SSO         | Sim               | 250 metros | 4.4 metros | 2 metros   |

## Satélites planejados
A nova série FY-3 é uma versão melhorada de satélites meteorológicos de órbita polar heliossíncrona. A série FY-4 é uma versão melhorada de satélites meteorológicos de órbita geossíncrona.